# Gwirae-myeon
Gwirae-myeon (koreanska: 귀래면) är en socken i kommunen Wonju i provinsen Gangwon i den centrala delen av Sydkorea, 90 km sydost om huvudstaden Seoul.